# Новосултангулово (Оренбургская область)
Новосултангулово — село в Асекеевском районе Оренбургской области, административный центр сельского поселения  Новосултангуловский сельсовет.

## География
Находится на правом берегу реки Большой Кинель расстоянии менее чем  в 5 километрах на юго-восток от районного центра Асекеево.

## История
Село Султангулово основано в XVIII веке татарами, названо по имени основателя, получившего землю за службу. После подавления восстания Пугачёва в село подселились беженцы башкиры. В 1830-х годах село разделилось: большая часть жителей ушла в Новосултангулово, оставив башкир преимущественно в Старосултангулово.

## Население
Население составляло 753 человека в 2002 году (98% татары),  721 по переписи 2010 года.

## Религия
Мечети
- Мечеть